# 國民革命軍陸軍第八十八軍
国民革命军第八十八军，是抗战川军范绍增部，但很快就彻底中央军嫡系化。

## 沿革
1938年1月范绍增在四川招集旧部编成4个团，在合川整训。1939年3月第八十八军出川到浙江参战。抗战中期隶属李默庵第32集团军，军长刘嘉树（黄埔一期）。
1946年第二次国共内战爆发后，方先觉任军长，张世光任副军长。改为整编第88师。作为徐州绥靖公署的预备队。整88师救援金乡友军的战斗中遭重创，师长方先觉被撤，张世光接任师长。刘邓大军千里跃进大别山，张世光奉命率整88师在皖西剿共。1947年9月，整88师师部以及所属整62旅在六安张家店被千里跃进大别山的刘邓大军三纵歼灭；新21师调走。只身逃脱的张世光在狼狈抵达徐州汇报战况后被剥夺了兵权，被调到中央训练团当军事训练班的主任。1948年5月，整编师部及直属队由砀山调至当涂整补，编入230师及149师。
1949年1月，因第一〇六军第282师起义，尚未整训完成的第八十八军接替该军在芜湖以西地区江防，工事不堪用：
- 第313师在右翼，右自繁昌县保定乡油坊嘴东约3华里之瓦窑，左至荻港以西约1华里处。
  - 第937团：守黑沙洲。半数为老兵。以连为单位筑有据点工事。4月20日22时解放军登陆。守军凭工事顽抗，到21日拂晓前被灭，团长杨椿柏阵亡。
  - 第938团：守旧县镇西3华里灯标。4月20日22时30分解放军登陆，守团一触即溃，团长谢大成化装潜逃，荻港迅速被解放军占领。
  - 第939团：守油坊嘴。4月20日21时许，解放军在炮火掩护下，在油坊嘴强渡，22时许登陆。抵抗迅速被击溃，1小时后解放军确实占领该渡口。313师驻旧县镇的前进指挥所派预备队营（欠1个连）企图堵塞突破口被击*第149师在左翼，左至铜陵（含），右接第313师
- 军属野炮营有12门七五野炮，配置于油坊嘴附近8门，灯标（旧县镇西3里）附近4门，对江面直接瞄准射击；配属1个平射炮连配置于黑沙洲东北部。4月中旬，一个设雷组在江岸重要地区如油坊嘴及灯标附近等处敷雷。

溃。21日1时许，守备939团被歼灭，团长孙奉夔被俘。
解放军突破南岸守备后，对两翼仅稍扩张，主力即向纵深迅速挺进，4月21日４时，先头部队越过繁昌县城，切断繁昌通南陵公路。八十八军军部、直属队及一四九师，于4月21日拂晓前南逃，大部溃散，少数在南陵附近被歼。旧县镇的约两个连，于21日9时由313师副师长邹彬率领南逃，至大磕山（旧县镇南约5里，海拔431.5米）东侧与解放军部队相遇全部被俘。至此八十八军被歼，团长以上人员大部逃脱，仅2个副师长和1个团长被俘。
1949年5月残部编入国民革命军第七十三军；该军番号撤销。